# Hachimantai, Iwate
Hachimantai (japanska: 八幡平市?, Hachimantai-shi) är en stad i Iwate prefektur i Japan. Staden bildades 2005 genom en sammanslagning av kommunerna Ashiro, Matsuo och Nishine.

## Personer från Hachimantai
- Backhopparbröderna Junshirō Kobayashi och Ryōyū Kobayashi